# WWE NXT
WWE NXT er et ugentligt tv-program, der bliver produceret af World Wrestling Entertainment (WWE). Det fik sin debut d. 23. februar 2010 og er en blanding mellem reality-tv og traditionel wrestling. I programmet følger man en række wrestlere, der er på kontrakt med Florida Championship Wrestling (FCW), der er ét af WWE's regionale udviklingsområder. Wrestlerne kæmper om at få en kontrakt med ét af WWE's to brands (WWE's primære tv-programmer RAW og SmackDown) med hjælp fra nogle af WWE's etablerede stjerner. 
| Sport | Spire Denne artikel om sport er en spire som bør udbygges. Du er velkommen til at hjælpe Wikipedia ved at udvide den. |